# Sigismund Ludvig Schulin (1846-1929)
 Der er flere personer med dette navn, se Sigismund Ludvig Schulin.
Sigismund Ludvig lensgreve Schulin (28. april 1846 på Rindomgård – 14. juli 1929) var dansk lensgreve til Frederiksdal og hofjægermester.
Han var Ridder af Dannebrog og Dannebrogsmand.
Gift 19. december 1882 med Adelgunde f. Münter (død 1903).